# دزرت ویو هایلندز (کالیفرنیا)
دزرت ویو هایلندز (به انگلیسی: Desert View Highlands) یک منطقهٔ مسکونی در ایالات متحده آمریکا است که در شهرستان لس‌آنجلس، کالیفرنیا واقع شده‌است. دزرت ویو هایلندز ۱٫۱۴۰ کیلومتر مربع مساحت و ۲٬۳۶۰ نفر جمعیت دارد و ۸۲۷ متر بالاتر از سطح دریا واقع شده‌است.